# Sanna (dopływ Wisły)
Sanna – rzeka, prawostronny dopływ Wisły o długości 51,3 km i powierzchni dorzecza 606,8 km² przepływający przez województwo lubelskie i podkarpackie.

## Bieg rzeki
Jest to rzeka II rzędu, biorąca początek z dwóch zespołów źródeł szczelinowych, położonych na wysokości około 225 m n.p.m., w miejscowości Wierzchowiska Drugie i oddalonych od siebie o 200 m. Obszar ten leży w mezoregionie Wzniesień Urzędowskich znajdujących się w południowo-zachodniej części Wyżyny Lubelskiej. Sanna w granicach gminy Modliborzyce płynie konsekwentną doliną, o szerokości od 150 do 500 m, jej długość wynosi tu około 17 km. Zlewnia tego obszaru zbudowana jest z margli i wapieni przykrytych lessem. Górny bieg Sanny zaliczany jest do najpiękniejszych pod względem krajobrazowym na Wyżynie Lubelskiej. Na obszarze tym znajduje się duża liczba cieków okresowych. Wzdłuż górnego i środkowego biegu rzeki funkcjonuje duża liczba stawów hodowlanych. W miejscowości Zaklików, na wysokości ok. 175 m n.p.m. (29 km Sanny) jest utworzony zalew rekreacyjny oraz pochodząca z 1929 roku elektrownia wodna, obecnie znów czynna (2011). W środkowym biegu dolina rzeki poszerza się płynąc północnym krańcem Równiny Biłgorajskiej, która jest częścią szerokiej Kotliny Sandomierskiej. Na tym odcinku Sanna płynie po obszarze pokrytym piaskami i glinami pochodzenia polodowcowego. Dopiero tuż przed samym wpadnięciem do Wisły, w okolicach Opoki Dużej zbliża się ponownie do Wzniesień Urzędowskich, które w tym miejscu kończą się stromą krawędzią tuż nad samą rzeką. Tworzy to bardzo malowniczą dolinę dolnego biegu i ujście, będące fragmentem Małopolskiego Przełomu Wisły. Sanna wpada do Wisły na 296 km jej biegu na wysokości 135 m n.p.m., a jej średni spadek wynosi 0,166%.

## Dopływy
Ważniejsze, nazwane dopływy:
- Lutynka
- Stanianka
- Karasiówka
- Tuczyn

Ponadto Sannę zasilają inne mniejsze, bezimienne dotychczas dopływy. Na terenie samej gminy Modliborzyce znajduje się ich w zasadzie trzy. W Wolicy Drugiej, ze źródła położonego na wysokości 218 m n.p.m., bierze początek strumyk, który na długości 1,4 km płynie równolegle do prawego zbocza doliny, zanim połączy się z Sanną. W Wolicy Pierwszej, na wysokości 217 m n.p.m., rozpoczyna się ciek, którego długość do połączenia się z rzeką wynosi około 2 km. Strumyk wypływa ze źródła usytuowanego pod lewym zboczem doliny. Łączy się z Sanną przy moście na drodze Modliborzyce – Wierzchowiska. Ostatnim dopływem na tym terenie jest niewielki ciek, długości około 0,6 km, biorący początek z zabagnionej dolinki między Modliborzycami a Kolonią Zamek. Wpływa on do Sanny przy północnych peryferiach Modliborzyc.

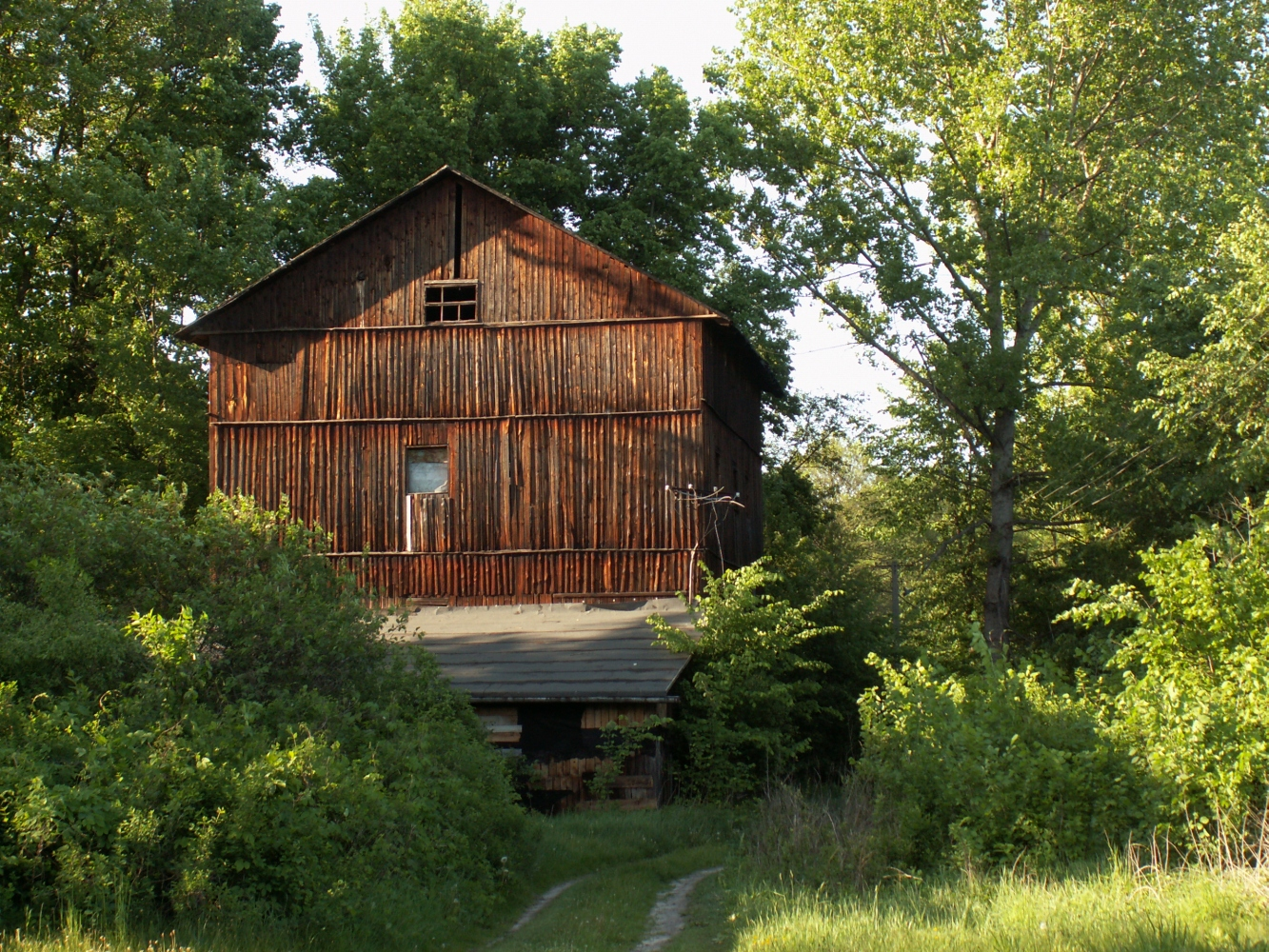
Pochodzący z lat trzydziestych XX wieku, nieczynny młyn wodny nad Sanną w Łążku Zaklikowskim

## Osadnictwo nad Sanną
Ważniejsze miejscowości nad Sanną:
- Modliborzyce
- Stojeszyn Pierwszy
- Potoczek
- Zaklików
- Borów
- Kosin
- Opoka Duża

### Rozwój osadnictwa wzdłuż rzeki
Osadnictwo nad górnym biegiem Sanny i niewielkimi ciekami rozwinęło się już w VIII wieku. Najstarsze osady odkryto na terenie Wolicy Drugiej (VIII-IX w.) i Pasieki (VIII-X w.). Od IX wieku uległo znacznej intensyfikacji, zwłaszcza na terenie Wierzchowisk. W centrum części pierwszej tej wsi odkryto kompleks czterech osad (IX-X w.) oraz jedną osadę w Wierzchowiskach II (IX-X w.). Ze śladami osadniczymi z IX-X w. mamy do czynienia w części I – w okolicach Wolicy. Z tym rejonem osadniczym powiązane są dwie osady na terenie Bilska (IX-X w.), w tym jedna wielkohektarowa, oraz trzecia położona w pobliżu Andrzejowa. W X w. zauważalne jest załamanie się osadnictwa w tym rejonie. Nieliczne ślady z Wierzchowisk I świadczą o jego kontynuacji już w okresie piastowskim (X-XII), chociaż trudno do końca orzec, czy miało ono trwały charakter. Kolejne ślady osadnicze z terenu tej wsi pochodzą dopiero z XIV w. Wówczas rozwinęło się osadnictwo znane już ze źródeł pisanych. Pierwsza wzmianka o Wierzchowiskach pochodzi bowiem z 1418 r. Z okresu XI-XII w. mamy do czynienia jeszcze z obozowiskiem na terenie Bilska. Osady wczesnośredniowieczne istniały także w okolicach Stojeszyna (dwie), Lutego i Wolicy Kolonii, ale nie ma informacji na temat ich chronologii. Ze śladami osadniczymi z tego okresu mamy do czynienia na terenie Dąbia i Słupia. Można przypuszczać, że niedatowane osady ze Stojeszyna i Lutego rozwijały się już w okresie piastowskim (przed XIII w.). Nazwa Słupie może świadczyć o pełnieniu funkcji strażniczych związanych z kasztelanią zawichojską.
Pierwszym miastem lokowanym nad Sanną był Zaklików, założony w 1565 roku. Kolejnym były Modliborzyce, które otrzymały prawa miejskie w 1642. Obydwa miasta zostały w 1869 roku pozbawione praw w ramach represji po upadku powstania styczniowego. Prawa miejskie zostały przywrócone obydwu miejscowościom 1 stycznia 2014 roku.

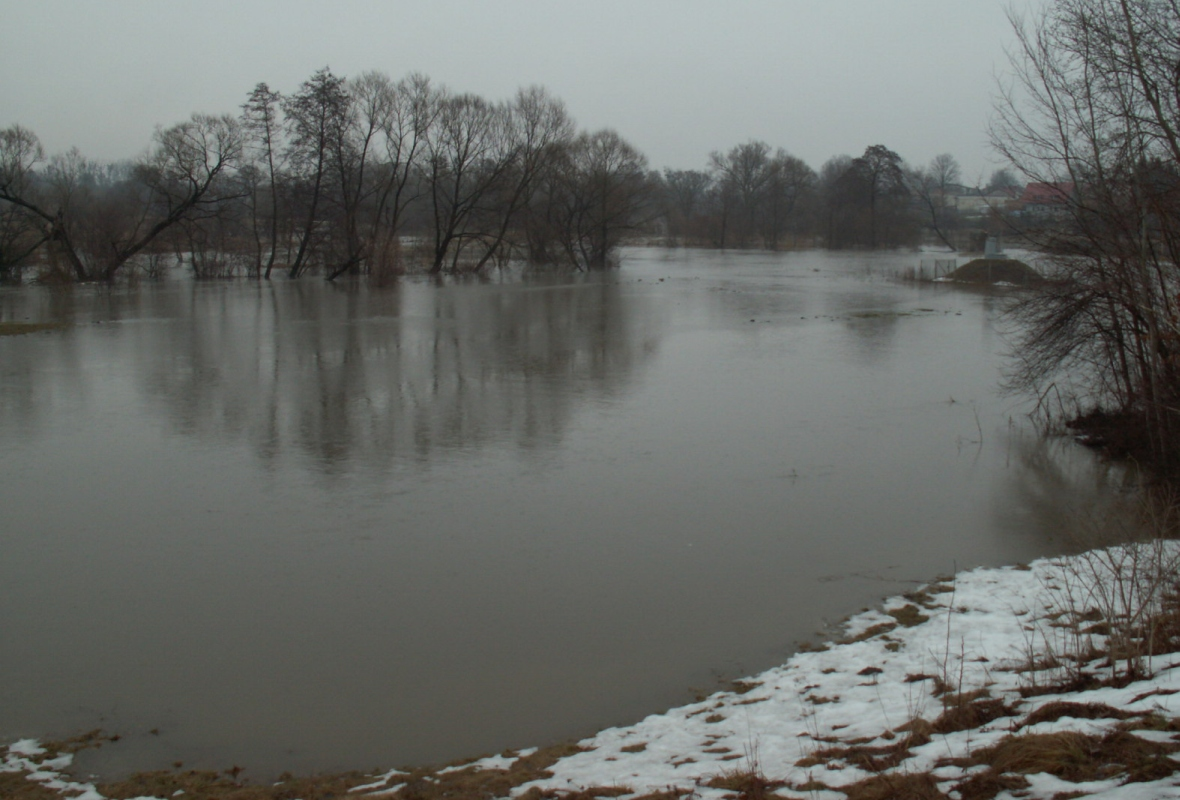
Sanna w czasie roztopowego przyboru wody (marzec 2006)

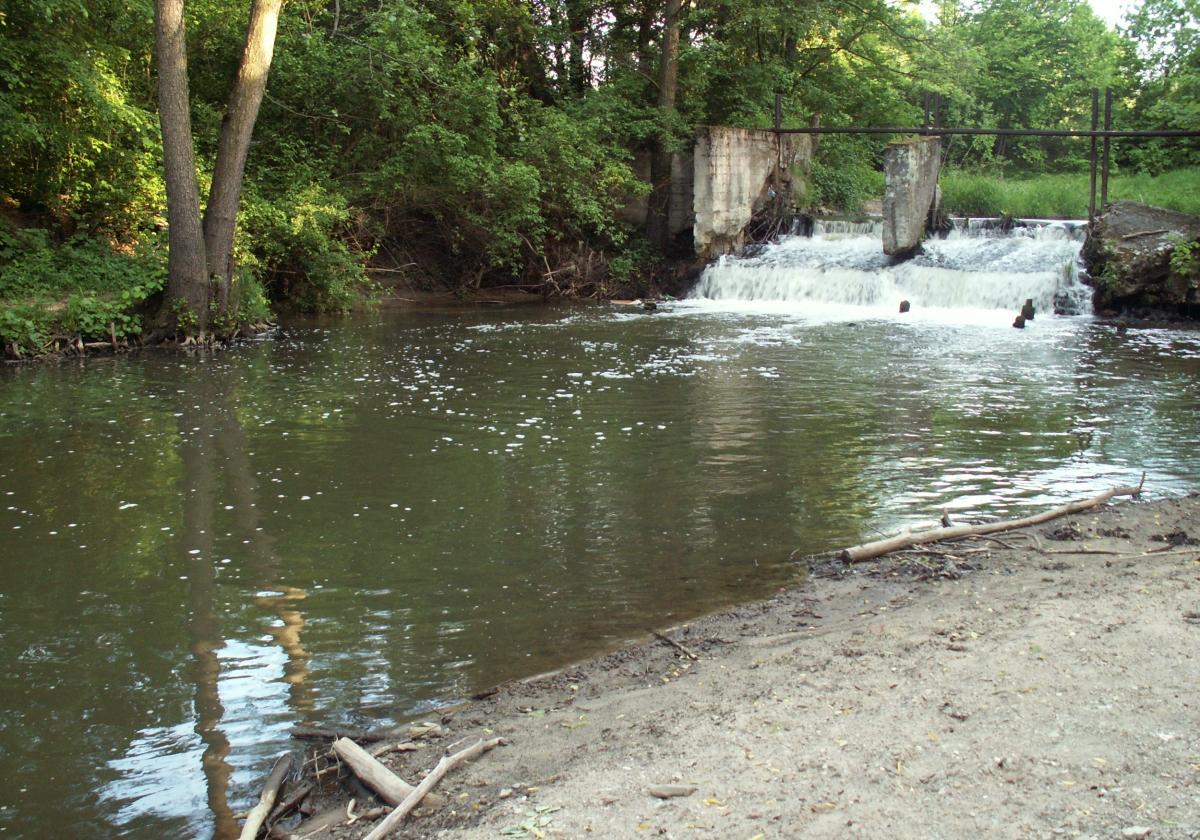
Pozostałości śluzy na Sannie w Łążku Zaklikowskim

## Badania związane z rzeką

### Warunki hydrologiczne

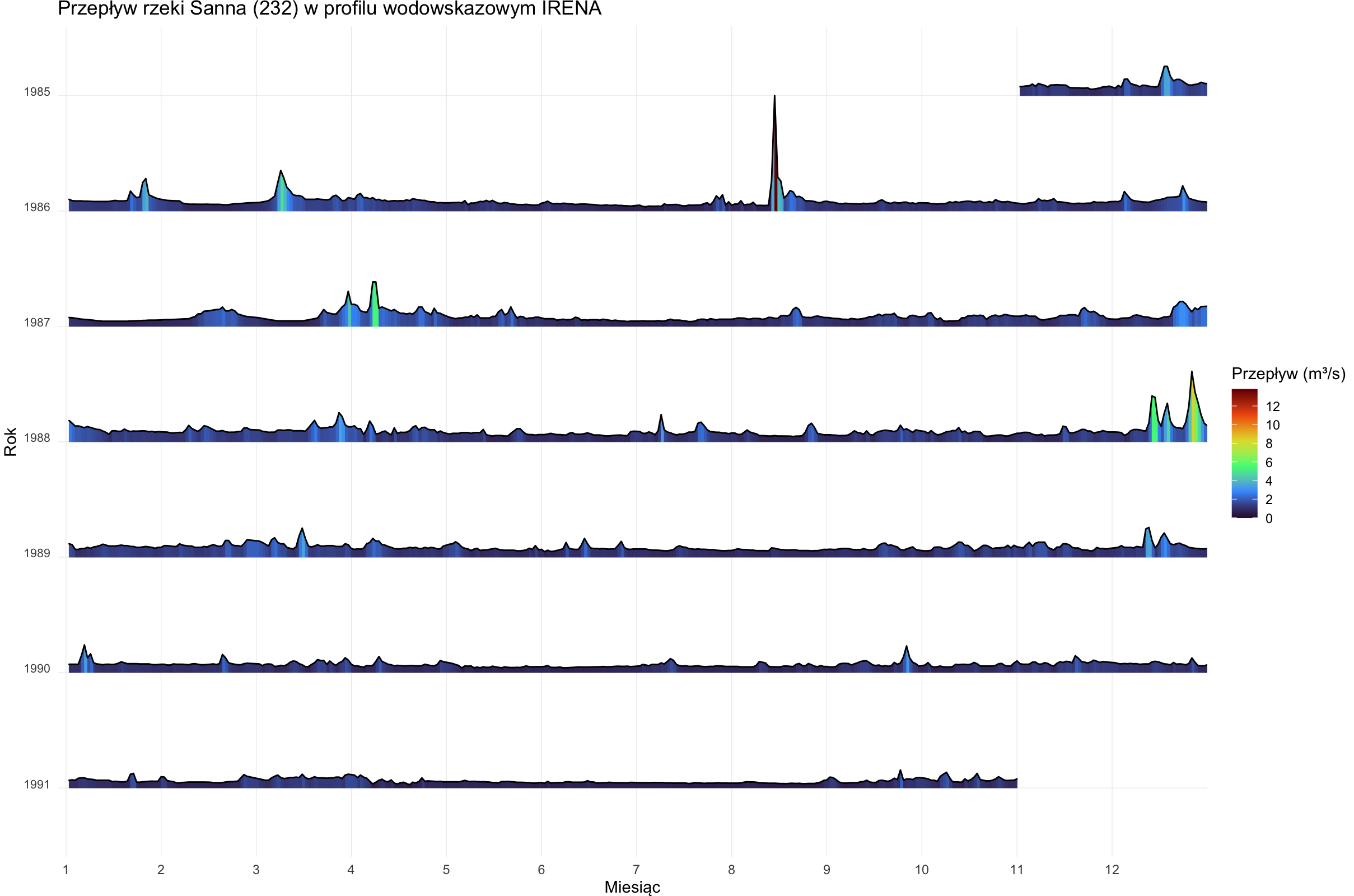
Wielkość przepływu w latach 1986-1991, dane IMGW

Średni przepływ Sanny w profilu wodowskazowym Irena w latach 1986-1991 wynosił 1,1 m³/s, maksymalny 13,8 m³/s, minimalny 0,4 m³/s. Poza tym okresem przepływ nie był monitorowany.

### Monitoring jakości wody
Według badań WIOŚ z roku 2005 Sanna prowadziła wody w III klasie czystości. Według danych z roku 2009 obszar zlewni Sanny zakwalifikowany został ponownie do III klasy czystości wód (w skali V-stopniowej). Wody górnego biegu Sanny i jej źródła uznano za zagrożone, natomiast odcinek środkowy i dolny (w gminach Zaklików i Annopol) uznany został za niezagrożony. Największe dopływy Sanny: Tuczyn i Karasiówkę uznano za potencjalnie zagrożone. Na jakość wody w środkowym i dolnym biegu rzeki ma wpływ oddana do użytku po roku 2003 oczyszczalnia ścieków komunalnych w Zaklikowie. Po jej uruchomieniu zaobserwowano w rzece powrót raków.

### Badania hydrograficzne źródeł
Systematyczne obserwacje źródeł Sanny rozpoczęto w 1970 roku. Wówczas założony został wodowskaz, na którym codziennie odczytywane były stany wody w rzece, odzwierciedlające wydajność pierwszych źródeł. Skrajne wielkości wypływającej wody zmieniały się w źródłach górnych od 0,4 l/s do 134 l/s, a w stokach od 75 do 230 l/s. Zmiany wydajności w obu źródłach są synchroniczne, a współczynnik korelacji ma wartość +0,98. O zwiększaniu się wydajności źródeł, jak również stanów wód podziemnych poziomu roztoczańskiego, decyduje zasilanie w dłuższym okresie. Woda z opadów atmosferycznych częściowo przesącza się przez lessy, a częściowo spływa po powierzchni terenu, powodując okresowe, niekiedy bardzo wysokie, wezbrania Sanny. By zasilić zasoby podziemne, wody z opadów muszą pokonać grubą strefę aeracji (warstwę nienasyconą). Następnie dostają się do szczelinowo-porowego zbiornika wód podziemnych, skąd później mogą wypływać (między innymi w źródłach) z różną intensywnością. Następuje więc swoiste opóźnienie wypływu (względem opadów atmosferycznych), które widać przy analizie szczegółowych danych liczbowych, np. rekordowa wydajność źródeł zarejestrowana w marcu i kwietniu 1975 roku stanowi niewątpliwy efekt wysokiego zasilania w okresie bardzo mokrej jesieni 1974 roku. Pomiary wydajności źródeł w Wierzchowiskach wznowiono w 1990 roku, odkąd wykonywane są corocznie w okresie późnej wiosny (najczęściej w maju lub czerwcu).
Obliczenia wykazują duże zasoby wód podziemnych dostępne dla drenażu źródlanego oraz na powolne ich wyczerpywanie. Dzięki temu zmiany wydajności źródeł następują stosunkowo powoli, co jest cechą charakterystyczną dla obszarów występowania szczelinowo-warstwowego zbiornika wody podziemnej, przykrytego strefą aeracji ze stosunkowo grubą pokrywą osadów lessu. Wody źródlane cechują się bardzo wysoką jakością, a pobrane bezpośrednio ze szczelin zwykle odpowiadają normom stawianym wodom do picia. Są to wody bezbarwne, bez zapachu, o dużej przezroczystości i słabo alkalicznym odczynie.
W okresie wieloletnich pomiarów temperatura wody na wypływie praktycznie nie zmieniała się między zimą a latem i utrzymywała się na poziomie 9 °C. Analizy chemiczne dokumentują około 500 mg/l rozpuszczonych substancji, z tego na {\displaystyle HCO_{3}} przypada około 340 mg/l, Ca około 100 mg/l oraz po kilka mg/l Cl, SO, Mg i Na. Twardość ogólna wody wynosi 6,75 mwal/l, a twardość niewęglanowa 0,15 mg/l, która wskazuje na niewielkie zanieczyszczenie wód podziemnych wynikające z działalności gospodarczej.